# 永乐镇 (泾阳县)
永乐镇，是中华人民共和国陕西省咸陽市泾阳县下辖的一个乡镇级行政单位。该镇总面积25.5平方公里，辖15个村（居）委会，人口3.23万，耕地面积2.4万亩。中华人民共和国大地原点位于该镇。

## 行政区划
永乐镇下辖以下地区：
永乐社区、永乐村、南吴村、都家村、永丰村、大齐村、磨子桥村、南横流村、邵村、北横流村、铁孟村、尚家村、亢营村、田村和庞家村。